# العسکر

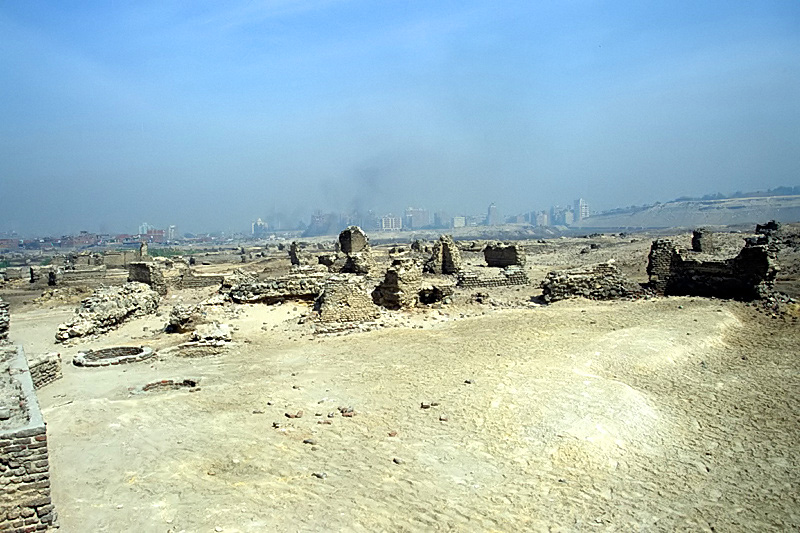
عکسی از ال عکسر در زمان حال.

ال عسکر (به عربی: العسکر) پایتخت سابق مصر در ۷۵۰ تا ۸۶۸ بوده است که این زمان مربوط به خلافت عباسی می باشد. پس از فتوحات مسلمانان در مصر در سال ۶۴۱، فسطاط تشکیل شد و پایتخت مصر از اسکندریه به ال عسکر که شهری جدید در شرق نیل بود رسید.